# Chlorophorus shoreae
Chlorophorus shoreae là một loài bọ cánh cứng trong họ Cerambycidae.